# Stazione di Ogoto-onsen
La stazione di Ogoto-onsen (おごと温泉駅?, Ogoto-onsen-eki) è una stazione ferroviaria della città di Ōtsu, nella prefettura di Shiga in Giappone. La stazione è gestita dalla JR West e serve la linea Kosei sulla sponda occidentale del lago Biwa.

## Linee
JR West
■ Linea Kosei

## Struttura
La stazione è costituita da due marciapiedi a isola con 4 binari su viadotto. 
Per quanto riguarda il traffico, per tutto il giorno alla stazione fermano circa 3 treni all'ora con rinforzi alle ore di punta.
| 1-2 | ■ Linea Kosei | per Katata, Ōmi-Imazu e Tsuruga |
| 3-4 | ■ Linea Kosei | per Yamashina, Kyoto e Ōsaka    |

## Stazioni adiacenti
| «                              | Servizio      | »           |
| Linea Kosei                    | Linea Kosei   | Linea Kosei |
| ------------------------------ | ------------- | ----------- |
| Hieizan Sakamoto               | Locale Rapido | Katata      |
| Il Rapido Speciale non fermano |               |             |